# Каливиця
Каливиця — село в Україні, у Камінь-Каширській громаді Камінь-Каширського району Волинської області. Населення становить 83 особи.

## Населення
За переписом населення України 2001 року в селі мешкали 83 особи. 100 % населення вказало своєю рідною мовою українську мову.